# DMX (Rapper)

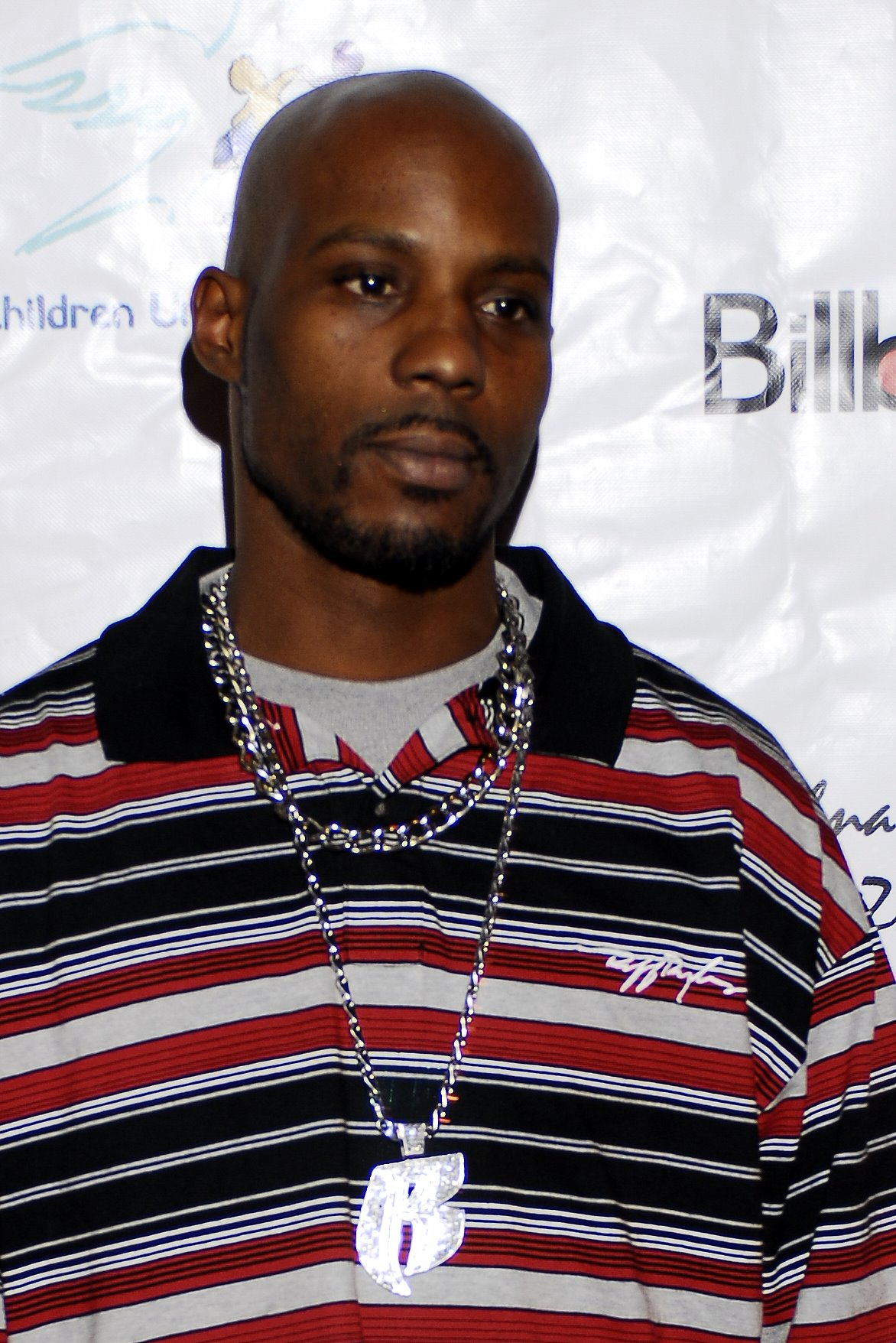
DMX (2007)

DMX (* 18. Dezember 1970 als Earl Simmons in Mount Vernon, New York; † 9. April 2021 in White Plains, New York) war ein US-amerikanischer Rapper und Schauspieler.
Weltweit hat DMX mehr als 74 Millionen Tonträger verkauft und seine Alben wurden in den Vereinigten Staaten insgesamt 14 Mal mit Platin ausgezeichnet. Außerdem wurde er dreimal für einen Grammy Award nominiert. Seine erfolgreichsten Songs sind Party Up aus dem Jahr 1999 sowie Where the Hood At? und X Gon’ Give It to Ya (beide 2003).

## Leben
Earl Simmons wurde 1970 in Mount Vernon im Bundesstaat New York geboren und wuchs im benachbarten Yonkers im Westchester County auf. Er wuchs in einem sehr religiösen, christlichen Elternhaus unter ärmlichen Verhältnissen auf. Seine Mutter war eine Anhängerin der Zeugen Jehovas. In seiner Jugend war er unter anderem wegen eines Raubüberfalls in einer Jugendstrafanstalt inhaftiert. Mit Jay-Z, Busta Rhymes und Biggie Smalls besuchte er dieselbe Schule. Sein Künstlername „DMX“ bedeutet Dark Man X, obwohl er sich in seiner Debüt-Single noch „Divine Master of the Unknown“ nannte. Durch den Gewinn des Unsigned Hype Awards des Magazins The Source und seine Debütsingle Born Loser wurde er landesweit bekannt. Die Single wurde jedoch kein kommerzieller Erfolg. Es folgten weitere Alben und Singles, die erfolgreicher waren. 1998 trat er der Gruppe Ruff Ryders bei.
Sein Debütalbum It’s Dark and Hell Is Hot kam 1998 auf den Markt und erreichte den ersten Platz der Billboard-Charts. Später erschienen die Alben Flesh of My Flesh, Blood of My Blood (1998), … And Then There Was X (1999), The Great Depression (2001) und sein fünftes Album Grand Champ (2003), bei dessen Veröffentlichung er sein Karriereende als Musiker ankündigte. Im Juli 2005 gab er jedoch ein neues Album bekannt, das unter dem Titel Year of the Dog… Again im August 2006 erschien. Alle Alben außer letzterem stiegen in den Billboard-Charts auf Platz 1 ein, Year of the Dog… Again auf Platz 2. 2006 lief seine eigene Show Soul of a Man beim amerikanischen Fernsehsender Black Entertainment Television, in der er über sein christliches Leben berichtete. 2003 schrieb er seine Autobiografie E.A.R.L.: The Autobiography of DMX.
Seine für Ende 2008 geplanten Alben Walk With Me Now und You’ll Fly With Me Later wurden auf Sommer 2009 verschoben, nachdem er im Januar 2009 in Phoenix wegen Misshandlung von Tieren, Drogenvergehen und Diebstahls zu 90 Tagen Gefängnis verurteilt worden war. 2011 musste er wegen verschiedener Delikte (unter anderem wegen des Verstoßes gegen Bewährungsauflagen und Körperverletzung) erneut in Haft. Im Juli 2011 wurde er nach sieben Monaten entlassen. Daraufhin kündigte er ein neues Studioalbum an. Undisputed sollte im Juni 2012 erscheinen, mit Gastbeiträgen von Busta Rhymes, Tyrese und Jennifer Hudson, wurde dann aber auf September 2012 verschoben. Die angekündigten Featuregäste waren nicht auf dem Album vertreten. Die erste Single des Albums I Don’t Dance war bereits einige Monate vor der Veröffentlichung des Albums erschienen.
Am 2. April 2021 wurde DMX nach einem Herzinfarkt infolge einer Überdosis in ein Krankenhaus in White Plains, New York, eingeliefert. Er starb am 9. April 2021 im Alter von 50 Jahren. Nach Simmons Tod platzierten sich vier seiner Lieder noch am selben Tag in den Top-10 der iTunes-Song-Charts. Ende Mai 2021 erschien postum sein achtes Studioalbum Exodus.

## Verhaftungen und Haftstrafen
Von 1986 bis 2015 wurde DMX immer wieder wegen diverser Straftaten verhaftet und zu Haftstrafen verurteilt. 1986 musste er die Haftstrafe antreten, weil er einen Hund gestohlen hatte. Er wurde zu zwei Jahren Jugendstrafe verurteilt. Doch nur wenige Wochen nach Beginn seiner Haftstrafe entkamen er und sein Zellengenosse aus dem Gefängnis. Seine Mutter zwang ihn, seine Haft abzusitzen. Simmons wurde 1988 wegen Autodiebstahl erneut ins Gefängnis geschickt und später in ein Sicherheitsgefängnis verlegt, nachdem er versucht hatte, einen Mithäftling wegen Drogen zu erpressen. Im Sommer 1988 wurde er freigelassen. Kurz nachdem er bekannt geworden war, folgten Verhaftungen wegen Tierquälerei, rücksichtslosen Fahrens, Fahrens ohne Fahrerlaubnis, Drogenbesitzes und Identitätsfälschung.
Im Jahr 1998 wurde Simmons festgenommen, weil ihm vorgeworfen wurde, eine Frau vergewaltigt zu haben. Nachdem er eine Kaution von 10.000 $ hinterlegte, wurde er kurz darauf wieder freigelassen. Ein anschließender DNS-Test entlastete den Rapper schließlich.
1999 stellte das Fort Lee Police Department bei einer Hausdurchsuchung einen illegalen Waffenbesitz fest. 1999 gab es in Teaneck, New Jersey, eine Anklage wegen Tierquälerei, als man 12 Pitbulls in seinem Haus fand. Die Anklage wurde abgewiesen, nachdem DMX zugestimmt hatte, Verantwortung zu übernehmen, und der Ankündigung des Dienstes für eine Tierrechtsgruppe.
Im Jahr 2000 verbüßte DMX eine 15-tägige Haftstrafe wegen Besitzes von Marihuana. 2001 folgte eine Gefängnisstrafe wegen Fahrens ohne Fahrerlaubnis und Besitzes von Marihuana. Sein Appell, die Strafe zu reduzieren, wurde abgelehnt. Vielmehr wurde er wegen Körperverletzung angeklagt, weil er Gegenstände auf Justizvollzugsbeamte geworfen hatte. DMX ging 2002 in die Reha, um seine Drogensucht zu behandeln. Im Januar 2002 bekannte sich DMX in New Jersey in 13 Anklagepunkten der Tierquälerei schuldig, zwei Anklagepunkte wegen Belästigung und je einer Anklage wegen ungeordneten Verhaltens und Besitzes von Drogen. Schließlich plädierte er auf Geldstrafen, Bewährung, gemeinnützige Arbeit und spielte in öffentlichen Ankündigungen gegen die Gefahren von Waffen und Tiermissbrauch.
Im Juni 2004 wurde DMX am John F. Kennedy International Airport unter dem Vorwurf des Kokainbesitzes, der kriminellen Identitätsfälschung, des kriminellen Besitzes einer Waffe, der Bedrohung und des Fahrens unter dem Einfluss von Drogen oder Alkohol verhaftet, während er behauptete, ein Bundesagent zu sein und versuchte, ein Fahrzeug zu entführen. Am 8. Dezember 2004 wurde er unter Auflagen entlassen, bekannte sich aber am 25. Oktober 2005 schuldig, gegen Bewährungsauflagen verstoßen zu haben. Am 18. November 2005 wurde DMX wegen Verstoßes gegen die Bewährungsauflagen zu 70 Tagen Gefängnis verurteilt. Durch die Verspätung des Haftantritts wurde die ursprüngliche 60-Tage-Strafe um 10 Tage verlängert. DMX wurde wegen „guten Verhaltens“ schon am 30. Dezember 2005 freigelassen.
Am 9. Mai 2008 wurde DMX wegen Drogenbesitz und Tierquälerei verhaftet, nachdem er versucht hatte, sich in seinem Haus in Arizona zu verbarrikadieren. DMX bekannte sich in einer Anhörung am 30. Dezember 2008 des Drogenbesitzes, des Diebstahls und der Tierquälerei schuldig. Am 31. Januar 2009 wurde er zu 90 Tagen Gefängnis verurteilt. Am 22. Mai 2009 bekannte er sich schuldig wegen versuchter schwerer Körperverletzung. Nachdem DMX vier von sechs Monaten wegen Verstoßes gegen die Bewährungsauflagen verbüßt hatte, wurde er am 6. Juli 2010 aus dem Gefängnis entlassen. An diesem Tag wurde er gefilmt, um seinen Weg zur Besserung darzustellen. Drei Wochen später wurde er jedoch wieder verhaftet.
Am 27. Juli 2010 wurde er vom Los Angeles Metropolitan Court zu neunzig Tagen Gefängnis wegen fahrlässiger Fahrweise verurteilt. Am 19. November 2010 wurde DMX im Maricopa County, Arizona, unter dem Vorwurf verhaftet, seine Bewährungsauflagen durch Alkoholkonsum (bei einer Vorstellung) verletzt zu haben. Am 20. Dezember 2010 wurde DMX in die Mental Health Unit des Arizona State Prison verlegt und am 18. Juli 2011 freigelassen. Am 24. August 2011 wurde DMX wegen Geschwindigkeitsüberschreitung, in einer 105 km/h-Zone mit einer Geschwindigkeit von 164 km/h, rücksichtslosem Fahren und Fahren mit einer ausgesetzten Fahrerlaubnis verhaftet. Er gab zu, zu schnell gewesen zu sein, behauptete aber, dass er nur 85 Meilen pro Stunde (137 km/h) fuhr. Am 13. Februar 2013 wurde DMX in Spartanburg, South Carolina, wegen Fahrens ohne Führerschein verhaftet. Am 26. Juli 2013 wurde er in Greenville County, South Carolina verhaftet und wegen Fahrens unter Alkoholeinfluss sowie Fahrens ohne Fahrerlaubnis angeklagt. Am 20. August 2013 wurde DMX in Greer, South Carolina, während eines Verkehrsstopps verhaftet, nachdem ein Auto, in dem er Beifahrer war, eine unsachgemäße Kehrtwende machte. Er wurde wegen eines ausstehenden Haftbefehls unter Bewährung festgenommen. Im Fahrzeug wurden auch vier Pakete Marihuana gefunden. Am 4. November 2013 wurde DMX erneut von der Greenville-Spartanburg International Airport Police verhaftet, nachdem ihn die Polizei am Steuer eines Fahrzeugs am Terminal bemerkte. Er wurde unter dem Vorwurf des Fahrens ohne Fahrerlaubnis und des Fehlens einer Zulassung verhaftet.
Am 26. Juni 2015 wurde DMX in New York verhaftet und angeklagt wegen eines Raubes in Newark, New Jersey, und ausstehender Unterhaltszahlungen für seine Kinder. Am 14. Juli 2015 wurde er zu 6 Monaten Gefängnis verurteilt, weil er 400.000 US-Dollar an Unterhaltszahlungen nicht bezahlt hatte. Am 14. Dezember 2015 wurde ein Haftbefehl gegen ihn erlassen, nachdem er eine Gerichtsverhandlung verpasst hatte, in der Fragen der Kinderbetreuung mit seiner Ex-Frau Tashera Simmons und ihren vier Kindern verhandelt werden sollten.

## Privates
Simmons war von 1999 bis 2010 mit Tashera Simmons verheiratet. Das Paar hat vier Kinder. Während dieser Zeit hatte er zahlreiche Affären und mindestens zwei uneheliche Kinder von verschiedenen Frauen. Da DNA-Tests ihn als Vater identifizierten, musste er Unterhalt an eine der Mütter zahlen, sowie Entschädigungs- und Strafzahlungen in Höhe von 1,5 Millionen Dollar, unter anderem wegen Verleumdung und falscher Angaben. Der Rapper hatte sie beschuldigt, ihn vergewaltigt zu haben. Später soll er zugegeben haben, diesen Vorwurf geäußert zu haben, um seine Ehefrau zu besänftigen. Wie Simmons in einem Interview berichtete, war er mit dem Model Yadira Borrego verlobt. Die beiden haben eine Tochter. In einem Radiointerview äußerte er, Vater von 15 Kindern zu sein.

## Diskografie
Studioalben

| Jahr | Titel Musiklabel                                              | Höchstplatzierung, Gesamtwochen, AuszeichnungChartplatzierungen (Jahr, Titel, Musiklabel, Platzierungen, Wochen, Auszeichnungen, Anmerkungen) | Höchstplatzierung, Gesamtwochen, AuszeichnungChartplatzierungen (Jahr, Titel, Musiklabel, Platzierungen, Wochen, Auszeichnungen, Anmerkungen) | Höchstplatzierung, Gesamtwochen, AuszeichnungChartplatzierungen (Jahr, Titel, Musiklabel, Platzierungen, Wochen, Auszeichnungen, Anmerkungen) | Höchstplatzierung, Gesamtwochen, AuszeichnungChartplatzierungen (Jahr, Titel, Musiklabel, Platzierungen, Wochen, Auszeichnungen, Anmerkungen) | Höchstplatzierung, Gesamtwochen, AuszeichnungChartplatzierungen (Jahr, Titel, Musiklabel, Platzierungen, Wochen, Auszeichnungen, Anmerkungen) | Anmerkungen                                                    |
| Jahr | Titel Musiklabel                                              | DE | AT | CH | UK | US | Anmerkungen                                                    |
| ---- | ------------------------------------------------------------- | --- | --- | --- | --- | --- | -------------------------------------------------------------- |
| 1998 | It’s Dark and Hell Is Hot Def Jam Recordings (UMG)            | — | — | — | UK89 Gold · (1 Wo.)UK | US1 ×4Vierfachplatin · (102 Wo.)US | Erstveröffentlichung: 12. Mai 1998 Verkäufe: + 4.900.000       |
| 1998 | Flesh of My Flesh, Blood of My Blood Def Jam Recordings (UMG) | DE61 (5 Wo.)DE | — | — | UK— GoldUK | US1 ×3Dreifachplatin · (56 Wo.)US | Erstveröffentlichung: 22. Dezember 1998 Verkäufe: + 3.550.000  |
| 1999 | … And Then There Was X Island Def Jam Music Group (UMG)       | DE46 (10 Wo.)DE | — | — | UK— GoldUK | US1 ×5Fünffachplatin · (74 Wo.)US | Erstveröffentlichung: 21. Dezember 1999 Verkäufe: + 5.200.000  |
| 2001 | The Great Depression Island Def Jam Music Group (UMG)         | DE10 (14 Wo.)DE | — | CH60 (7 Wo.)CH | UK20 Gold · (4 Wo.)UK | US1 Platin · (27 Wo.)US | Erstveröffentlichung: 23. Oktober 2001 Verkäufe: + 2.000.000   |
| 2003 | Grand Champ Island Def Jam Music Group (UMG)                  | DE6 Gold · (20 Wo.)DE | AT20 (4 Wo.)AT | CH10 (10 Wo.)CH | UK6 Gold · (9 Wo.)UK | US1 Platin · (24 Wo.)US | Erstveröffentlichung: 16. September 2003 Verkäufe: + 1.507.500 |
| 2006 | Year of the Dog… Again Columbia Records (Sony BMG)            | DE7 (9 Wo.)DE | AT23 (6 Wo.)AT | CH7 (9 Wo.)CH | UK22 (4 Wo.)UK | US2 (10 Wo.)US | Erstveröffentlichung: 28. Juli 2006 Verkäufe: + 10.000         |
| 2012 | Undisputed Seven Arts Music                                   | — | — | — | — | US19 (4 Wo.)US | Erstveröffentlichung: 10. September 2012                       |
| 2021 | Exodus Def Jam Recordings (UMG)                               | — | — | CH36 (1 Wo.)CH | — | US8 (1 Wo.)US | Erstveröffentlichung: 28. Mai 2021                             |

## Filmografie
- 1998: White Lines (Belly)
- 2000: Boricua’s Bond
- 2000: Romeo Must Die
- 2001: Exit Wounds – Die Copjäger (Exit Wounds)
- 2003: Born 2 Die (Cradle 2 the Grave)
- 2004: Never Die Alone
- 2007: Lords of the Street – Gerechtigkeit hat ihren Preis (Jump Out Boys)
- 2007: Father of Lies
- 2007: Death Toll
- 2008: Last Hour – Countdown zur Hölle (Last Hour)
- 2008: Lockjaw: Rise of the Kulev Serpent
- 2009: The Bleeding
- 2014: Top Five (Cameo-Auftritt)
- 2015: Fresh Off the Boat (Fernsehserie, Folge 2x09)
- 2019: Beyond the Law
- 2020: In the Drift